# Monterrey Open 2011
Il Monterrey Open 2011, conosciuto anche come Whirlpool Abierto Monterrey Open per motivi di sponsorizzazione, è stato un torneo femminile di tennis giocato sul cemento. È stata la 3ª edizione del torneo, che fa parte della categoria International nell'ambito del WTA Tour 2011. Si è giocato al Sierra Madre Tennis Club di Monterrey in Messico, dal 28 febbraio al 6 marzo 2011.

## Partecipanti

### Teste di serie
| Nazionalità | Giocatrice               | Ranking* | Testa di serie |
| ----------- | ------------------------ | -------- | -------------- |
| Serbia      | Jelena Janković          | 6        | 1              |
| Russia      | Anastasija Pavljučenkova | 19       | 2              |
| Francia     | Aravane Rezaï            | 23       | 3              |
| Germania    | Julia Görges             | 34       | 4              |
| Lettonia    | Anastasija Sevastova     | 37       | 5              |
| Italia      | Sara Errani              | 41       | 6              |
| Rep. Ceca   | Iveta Benešová           | 47       | 7              |
| Slovenia    | Polona Hercog            | 50       | 8              |

- Ranking al 21 febbraio 2011.

### Altre partecipanti
Le seguenti giocatrici hanno ricevuto una wild-card per il tabellone principale:
- Ximena Hermoso
- Anastasija Pavljučenkova
- Aravane Rezaï

Le seguenti giocatrici sono entrati nel tabellone principale passando dalle qualificazioni:

- Eléni Daniilídou
- Lucie Hradecká
- Laura Pous Tió
- Aleksandra Wozniak

## Campionesse

### Singolare
Anastasija Pavljučenkova ha battuto in finale  Jelena Janković con il punteggio di 2–6, 6–2, 6–3
- È il 1º titolo dell'anno per Anastasia Pavlyuchenkova, il 3° della sua carriera. Lei ha difeso il titolo

### Doppio
Iveta Benešová /  Barbora Záhlavová-Strýcová hanno battuto in finale  Anna-Lena Grönefeld /  Vania King con il punteggio di 6(8)–7, 6–2, [10–6]